# Brachystelma molaventi
Brachystelma molaventi là một loài thực vật có hoa trong họ La bố ma. Loài này được Peckover & A.E.van Wyk mô tả khoa học đầu tiên năm 1999.